# Liste von Skandalfilmen
Diese Liste gibt einen Überblick über Skandalfilme im Laufe der Zeit. Nach Möglichkeit sind die betreffenden Skandale und wichtige Folgen der einzelnen Skandale kurz beschrieben.
| Titel                                                                              | Jahr | Land                   | Regie                | Bemerkungen |
| ---------------------------------------------------------------------------------- | ---- | ---------------------- | -------------------- | --- |
| 491                                                                                | 1964 | Schweden               | Vilgot Sjöman        | Die Gewalt-, Zoophilie- und Sexszenen sorgten für einen Skandal. Wegen Protesten musste der Film aus dem Programm der Berlinale 1964 genommen werden. |
| Anders als die Andern                                                              | 1919 | Deutschland            | Richard Oswald       | Der Film entwickelte sich zum Skandalfilm und entfachte neben anderen „Sitten-“ und „Aufklärungsfilmen“ eine heftige Kulturdebatte, in der von konservativer und reaktionärer Seite vehement die Wiedereinführung der Zensur gefordert wurde. |
| Anders als du und ich (§ 175)                                                      | 1957 | Deutschland            | Veit Harlan          | Der deutsche Kinostart des Skandalfilmes wurde 1957 von Protestaktionen und Demonstrationen begleitet. |
| Antichrist                                                                         | 2009 | Dänemark               | Lars von Trier       | Wegen seiner expliziten Darstellung von Sexualität und Gewalt geriet der Film in die Kritik; er wurde des Weiteren auch als frauenfeindlich kritisiert und erlangte den Ruf eines Skandalfilms. Der heftig umstrittene Film festigte Lars von Triers Ruf als Skandalfilm-Regisseur. |
| Augen der Angst                                                                    | 1960 | Vereinigtes Königreich | Michael Powell       | Doppelbödiger Thriller, der zu seiner Entstehungszeit einen Skandal auslöste und die Karrieren von Karlheinz Böhm und Regisseur Michael Powell vorübergehend unterbrach. |
| Baby Doll – Begehre nicht des anderen Weib                                         | 1956 | Vereinigte Staaten     | Elia Kazan           | Der Film entwickelte sich zu einem der größten Skandalfilme der US-Kinogeschichte. Kinos wurden von Demonstranten belagert, Priester riefen zum Boykott auf. Es kam zu Klagen und einstweiligen Verfügungen. Bombendrohungen führten dazu, dass Kinosäle geräumt werden mussten, und Kinobetreiber nahmen den Film reihenweise aus dem Programm. |
| Baise-moi (Fick mich!)                                                             | 2000 | Frankreich             | Virginie Despentes   | Der Film sorgte mit der expliziten Darstellung von Sex und Gewalt für heftige Kontroversen. |
| Basic Instinct                                                                     | 1992 | Vereinigte Staaten     | Paul Verhoeven       | Als der Skandalfilm im März 1992 in den US-Kinos anlief, kam es erneut zu massiven Protestaktionen, die von homosexuellen Gruppierungen sowie von „NOW“ („National Organization for Women“), der größten feministischen Organisation in den USA, unterstützt wurden. |
| Black Emanuelle – Stunden wilder Lust                                              | 1976 | Italien                | Joe D’Amato          | Eine Zoophilie-Szene sowie eine vorgebliche Snuff-Dokumentation lösten einen Skandal aus. |
| Borat 1 & Borat 2                                                                  | 2006 | Vereinigte Staaten     | Larry Charles        | Die beiden Mockumentary sorgten in den USA und Kasachstan für einen Skandal. |
| Caligula                                                                           | 1979 | Vereinigte Staaten     | Tinto Brass          | Der Film sorgte mit der expliziten Darstellung von Sex, Sadismus und Gewalt für einen Skandal. Kurzzeitig wird die Aufführung verboten. |
| Crash                                                                              | 1996 | Kanada                 | David Cronenberg     | Der Film wurde wegen seiner Darstellungen von Gewalt und sexuellen Handlungen kontrovers diskutiert. In Teilen der USA und England durfte der Film zunächst nicht ausgeführt werden. |
| Das Biest                                                                          | 1975 | Frankreich             | Walerian Borowczyk   | Der Film sorgte bei seiner Erstaufführung für Proteste. In verschiedenen Ländern wurde die Aufführung verboten. Bis in die 1990er-Jahre war dieser Erotikfilm nur stark gekürzt erhältlich. |
| Das Gespenst                                                                       | 1982 | Deutschland            | Herbert Achternbusch | Der Blasphemievorwurf gegen den Skandalfilm führte zu einem vorübergehenden Verbot durch die Freiwillige Selbstkontrolle der Filmwirtschaft (FSK) und zur Reduzierung der zugesagten Filmförderung durch Bundesinnenminister Friedrich Zimmermann. |
| Das goldene Zeitalter                                                              | 1930 | Frankreich             | Luis Buñuel          | Der bolschewistisch inspirierte Film sorgte bei den Aufführungen in Paris zu Verwüstungen von Kinosälen durch Rechtsextremisten. Kurzzeitig wird der Film verboten. |
| Das große Fressen                                                                  | 1973 | Frankreich             | Marco Ferreri        | Der Film wurde in den 1970er Jahren als sehr schockierend aufgenommen. Neben der skandalösen Handlung waren es auch die derben Sex-Szenen, die explizit dargestellten „Fress-Szenen“ und die überdeutlich hörbaren Verdauungsgeräusche und Blähungen der Protagonisten, die den bisherigen Seh- und Hörgewohnheiten der 1960er Jahre komplett zuwiderliefen. In Irland wurde der Film mit einem Aufführungsverbot belegt.                                                          |
| Das Leben des Brian                                                                | 1979 | Vereinigtes Königreich | Terry Jones          | Umgehend nach der Veröffentlichung gab es zum Teil wütende Reaktionen jüdischer, katholischer und protestantischer Vereinigungen. Die Komödie führte zu Protesten konservativer Gruppierungen. Versuche eine Strafverfolgung einzuleiten blieben erfolglos. |
| Das Schweigen                                                                      | 1963 | Schweden               | Ingmar Bergman       | Dieser Film führte wegen der für die Entstehungszeit offenen Darstellung sexueller Handlungen zu einem der größten Filmskandale der 1960er Jahre und löste eine breite Zensurdebatte aus. |
| Die Bienenkönigin                                                                  | 1963 | Italien                | Marco Ferreri        | Die Satire wurde von der Zensur wegen „Obszönität“ aus dem Verkehr gezogen, gekürzt, umgeschnitten, mit einer einleitenden Texttafel versehen und erst sechs Monate später zugelassen. |
| Der kleine Soldat                                                                  | 1960 | Frankreich             | Jean-Luc Godard      | Im Zuge des Algerienkriegs wurde der subversiv empfundene Film umgehend verboten. Erst nach Ende des Algerienkrieges kam er am 25. Januar 1963 zur Aufführung. In Deutschland war der Film erstmals 1966 zu sehen. |
| Der Kuss                                                                           | 1896 | Vereinigte Staaten     | William Heise        | Der erste Kuss der Filmgeschichte sorgte für einen Skandal. |
| Der letzte Tango in Paris                                                          | 1972 | Italien                | Bernardo Bertolucci  | Der Film sorgte bei den Filmfestspiele von Venedig 1972 für einen Eklat. Danach war der Film vorübergehend von Zensurmaßnahmen betroffen. |
| Die Flucht und Verfolgung des Raubmörders Rudolf Hennig über die Dächer von Berlin | 1905 | Deutschland            | Gustav Schönwald     | Der Film gilt wegen der empörten Reaktionen, die er hervorrief, als „erster Skandalfilm der deutschen Filmgeschichte“. |
| Die Geburt einer Nation                                                            | 1915 | Vereinigte Staaten     | David Wark Griffith  | Dem Film wurde nach seiner Premiere Rassismus vorgeworfen. Aufführungen lösten Demonstrationen und Unruhen aus und wurden daher von Städten in acht Bundesstaaten verboten. |
| Der Nachtportier                                                                   | 1974 | Italien                | Liliana Cavani       | Als der Film im Sommer 1974 erschien, erklärte die italienische Staatsanwaltschaft den Film für unmoralisch. Die Kopien wurden beschlagnahmt, der Film von der Zensur verboten. Die Filmindustrie organisierte daraufhin einen eintägigen Streik. Der Film über die sexuelle Beziehung einer ehemaligen KZ-Insassin zu ihrem SS-Peiniger. Der Skandalfilm wurde nach gerichtlichen Auseinandersetzungen schließlich offiziell zum Kunstwerk erklärt und ohne Schnitte freigegeben. |
| Die 120 Tage von Sodom                                                             | 1975 | Italien                | Pier Paolo Pasolini  | Der Film gilt bis heute als eines der umstrittensten Werke der Filmgeschichte. Wegen seiner offenen Darstellung von Vergewaltigung, Folter und Mord wurde er in vielen Ländern verboten. |
| Die Geschichte der O                                                               | 1975 | Frankreich             | Just Jaeckin         | Der Film löste bei seinem Erscheinen in mehreren Ländern Kontroversen aus. In einigen Ländern bestehen nach wie vor Verbote und Einschränkungen bezüglich seiner Ausstrahlung, bzw. seines Besitzes oder Verkaufs. |
| Die Liebenden                                                                      | 1958 | Frankreich             | Louis Malle          | Der Film löste bei seinem Erscheinen einen Skandal aus. Das oberste Gericht der USA hatte eine Klage wegen „Obszönität“ zu behandeln. |
| Die Nonne                                                                          | 1966 | Frankreich             | Jacques Rivette      | Bereits zum Zeitpunkt der Dreharbeiten gab es heftige Einwände aus Kreisen der katholischen Kirche gegen den aus ihrer Sicht „blasphemischen“ Film, und der Film erhielt kein Aufführungserlaubnis. Nach Protesten von Filmschaffenden durfte der Film beim Filmfestival von Cannes im Mai 1966 gezeigt werden. Erst im Juli 1967 durfte der Film dann seinen offiziellen Kinostart, mit einer Altersfreigabe ab 18 Jahren, erfahren.                                              |
| Die lustige Witwe                                                                  | 1925 | Vereinigte Staaten     | Erich von Stroheim   | Die Darstellung von Prostitution, Orgien und Fetischen führte zu einem Aufführungsverbot in Deutschland, Jugoslawien, Montenegro und in Italien. Auch später erschien der Film nur stark gekürzt. |
| Die Passion Christi                                                                | 2004 | Vereinigte Staaten     | Mel Gibson           | Der Film polarisierte wegen der Gewaltdarstellung sowie dem Vorwurf des Antisemitismus verschiedenen Gruppierungen. Die Passion Christi ist laut einer Umfrage des US-Magazins „Entertainment Weekly“ (12. Juni 2006) der umstrittenste Film aller Zeiten. |
| Die Sünderin                                                                       | 1951 | Deutschland            | Willi Forst          | Der Film wurde Anlass eines Skandals und war monatelang Thema in Zeitungen und Zeitschriften. Von christlichen Gruppierungen kam es zu Demonstrationen vor Kinos. |
| Die letzte Versuchung Christi                                                      | 1988 | Vereinigte Staaten     | Martin Scorsese      | Christliche Gruppierungen versuchten ein Aufführverbot zu erwirken und es kam zu Demonstrationen vor Kinos. |
| Die Verwundbaren                                                                   | 1964 | Österreich             | Leo Tichat           | Der Film wurde in Österreich lange nicht gezeigt, da er als „Skandalfilm“ verpönt war. (Der Verleiher schnitt aus einigen sexuell expliziten Szenen einen eigenen Film und veröffentlichte diesen 1969 unter dem Titel „Engel der Lust“.) |
| Die Unschuld der Muslime                                                           | 2012 | Vereinigte Staaten     | Alan Roberts         | Der Low-Budget-Film führte zu Protesten und Terroranschlägen in der Arabischen Welt. |
| Dogma                                                                              | 1999 | Vereinigte Staaten     | Kevin Smith          | Der in dieser Satire dargestellte schwarze Jesus sorgte in christlichen Kreisen für einen Skandal. Der Film führte vor allem in den USA zu Protestkundgebungen und es wurden Drohungen an den Regisseur geschickt. |
| Ein andalusischer Hund                                                             | 1929 | Frankreich             | Luis Buñuel          | Die Szenen in diesem Kurzfilm lösten bei vielen Zuschauern erwartungsgemäß Befremden und Abscheu aus, und der englische Surrealist David Gascoyne sprach von einer wahren „Hysterie“, die der Skandalfilm hervorrief. |
| Ekstase                                                                            | 1933 | Tschechoslowakei       | Gustav Machatý       | Die Nackt- und Liebesszenen sowie die Darstellung eines weiblichen Orgasmus sorgten zur Entstehungszeit für einen Skandal. |
| Engel mit schmutzigen Flügeln                                                      | 2009 | Deutschland            | Roland Reber         | Der Film sorgte vor und während seiner Veröffentlichung für viel Medienrummel und wurde als der „Skandalfilm 2010“ tituliert. |
| Funny Games                                                                        | 1997 | Österreich             | Michael Haneke       | Medien bezeichneten Funny Games mal als Medienreflexion, als Skandalfilm, als Versuchsanordnung, zum anderen als Horrorfilm, als Filmmelodram oder auch als Thriller. |
| Freaks                                                                             | 1932 | Vereinigte Staaten     | Tod Browning         | Der Film mit Darstellern mit realen Fehlbildungen oder sonstiger Behinderung sorgte bei der Uraufführung für einen Eklat. Der Horrorfilm wurde in Großbritannien und in diversen Bundesstaaten der USA verboten. In Großbritannien wurde der Film erst 30 Jahre später freigegeben. |
| Gier                                                                               | 1924 | Vereinigte Staaten     | Erich von Stroheim   | Der Film löste in den USA und in Deutschland eine Kontroverse aus und wurde nach wenigen Tagen wieder aus dem Programm genommen. Heute gilt der Film als Meisterwerk. |
| Herzflimmern                                                                       | 1971 | Frankreich             | Louis Malle          | Die Darstellung von Inzest zwischen Mutter und Sohn führte zu kontroversen Diskussionen und Protesten. In verschiedenen Ländern wurde die Aufführung kurzzeitig verboten. |
| Hexen                                                                              | 1922 | Schweden               | Benjamin Christensen | Nach der Uraufführung löste der Film in Dänemark wegen der in ihm enthaltenen Gewalttätigkeiten Entrüstung aus und in Frankreich protestierte die Kirche gegen den Film. Dies führte zu Kürzungen und Zensur des Filmmaterials im Ausland. Erst als der Film 1941 erneut in die Kinos gebracht wurde, war auch im Ausland die Originalfassung zu sehen. |
| Idioten                                                                            | 1998 | Dänemark               | Lars von Trier       | Der Dogma-Film sorgte mit der expliziten Darstellung von Sex bei der Erstaufführung für einen Skandal. |
| Im Reich der Sinne                                                                 | 1976 | Japan                  | Nagisa Ōshima        | Der Film sorgte bei seiner Erstaufführung an der Berlinale 1976 für einen Eklat. Die Staatsanwaltschaft beschlagnahmte den Film direkt nach der Premiere als „harte Pornografie“. Obwohl der Skandalfilm in der Presse vielfach kritisch aufgenommen worden war, sprachen sich die Medien mehrheitlich gegen ein Filmverbot aus. |
| Im Westen nichts Neues                                                             | 1930 | Vereinigte Staaten     | Lewis Milestone      | In Deutschland konnten die Filmvorführungen z. T. nur unter massivem Polizeischutz stattfinden. Im Dezember 1930 wurde dem Film dann „aus Sicherheitsgründen“ die Zensurfreigabe von der Obersten Filmprüfstelle wieder entzogen. |
| Irreversibel                                                                       | 2002 | Frankreich             | Gaspar Noé           | Der Film gilt aufgrund der Sex- und Gewaltszenen als verstörend und wird kontrovers diskutiert. Schon zu Anfang des Films, in dem eine brutale Tötungsszene gezeigt wird, verließen zweihundert der 2400 Premierengäste den Kinosaal, noch vor der zehnminütigen Vergewaltigungsszene gegen Ende des zweiten Drittels. Das US-amerikanische Magazin Newsweek verlieh Irreversibel den Titel „most walked-out-of movie of the year“.                                                |
| Jagdszenen aus Niederbayern                                                        | 1969 | Deutschland            | Peter Fleischmann    | Die Erstaufführung in Deutschland führte in konservativen und christlichen Kreisen zu einem Skandal. |
| Ken Park                                                                           | 2002 | Vereinigte Staaten     | Larry Clark          | Aufgrund der Darstellung von Sex und Gewalt sorgte der Film für einen Skandal in konservativen Kreisen. |
| Kids                                                                               | 1995 | Vereinigte Staaten     | Larry Clark          | Aufgrund der Darstellung von Drogenkonsum, Sex sowie der Trostlosigkeit der U.S.-Jugend sorgte der Film für einen Skandal in konservativen Kreisen. |
| Küss mich, Dummkopf                                                                | 1964 | Vereinigte Staaten     | Billy Wilder         | In den USA gab es gegen diesen heute harmlos wirkenden Film eine letzte große Machtdemonstration der katholischen „Legion of Decency“, bevor sie bedeutungslos wurde. |
| Lolita                                                                             | 1962 | Vereinigte Staaten     | Stanley Kubrick      | Die Rolle der damals 14-jährigen Schauspielerin Sue Lyon als frühreife Verführerin sorgte für kontroverse Diskussionen. |
| Maria und Joseph                                                                   | 1984 | Frankreich             | Jean-Luc Godard      | Weil der Film an ein katholisches Dogma rührt und die Protagonistin nackt zeigt, rief er bei Papst Johannes Paul II. sowie konservativen Katholiken teils heftige Proteste hervor. |
| Monsieur Verdoux – Der Frauenmörder von Paris                                      | 1947 | Vereinigte Staaten     | Charlie Chaplin      | Die zynische Sozialstudie entwickelte sich nach der Uraufführung zum Skandal. In verschiedenen Ländern wurde der Film verboten. |
| Natural Born Killers                                                               | 1994 | Vereinigte Staaten     | Oliver Stone         | Dem Film wurde Gewaltverherrlichung vorgeworfen und löste eine heftig geführte Kontroverse in den USA und in Europa aus. |
| Nicht der Homosexuelle ist pervers, sondern die Situation, in der er lebt          | 1971 | Deutschland            | Rosa von Praunheim   | Der Film wurde zum Auslöser für die Entstehung der modernen deutschen und schweizerischen Schwulenbewegung, war gleichzeitig aber auch sehr umstritten. Die Fernsehausstrahlung wurde zum Skandal. |
| O.k.                                                                               | 1970 | Deutschland            | Michael Verhoeven    | Der Anti-Vietnamkriegsfilm sorgte dafür, dass die Berlinale 1970 nach Rücktritt der Jury ohne Preisträger zu Ende ging. |
| Paradies: Glaube                                                                   | 2012 | Österreich             | Ulrich Seidl         | Die Darstellung von Sakralgegenständen als Objekten sexueller Lust sorgte nach der Premiere in Italien für einen Skandal. Eine katholische Organisation zeigte Seidl und andere Mitwirkende des Films daraufhin wegen Blasphemie bei der Staatsanwaltschaft in Venedig an. |
| Pink Flamingos                                                                     | 1972 | Vereinigte Staaten     | John Waters          | Die in dem Exploitationfilm dargestellte Kastration, Zoophilie, Koprophagie sowie Kannibalismus und Inzest sorgte für kontroverse Diskussionen und Proteste. In der Schweiz, Australien, Kanada, Norwegen und anderen Ländern war der Film bis z. T. in die 1990er-Jahre nicht erhältlich. |
| Salon Kitty                                                                        | 1976 | Italien                | Tinto Brass          | Die Verquickung von Sex und NS-Diktatur löste eine heftig geführte Kontroverse aus. |
| Sie tanzte nur einen Sommer                                                        | 1951 | Schweden               | Arne Mattsson        | Die berühmte Nacktbadeszene löste weltweit Diskussionen aus. |
| Spielen wir Liebe                                                                  | 1977 | Italien                | Pier Giuseppe Murgia | Die Nacktszenen der minderjährigen Hauptdarstellerinnen führte zu einem Skandal. In verschiedenen Staaten wurde der Film aus den Kinos genommen und verboten. |
| Spur der Steine                                                                    | 1966 | DDR                    | Frank Beyer          | Während der Premiere kam es zu einem Eklat mit Zwischenrufen und organisierten Protesten. Das Sekretariat des ZK (Zentralkomitees der SED) beschloss, den Film spätestens eine Woche nach Kinostart wieder abzusetzen. |
| Stille Tage in Clichy                                                              | 1970 | Dänemark               | Jens Jørgen Thorsen  | Dem Film wurde Pornografie vorgeworfen und löste in verschiedenen Ländern Kontroversen aus. In Frankreich und anderen Ländern wurde der Film nur stark gekürzt gezeigt. |
| Tal der Wölfe – Irak                                                               | 2006 | Türkei                 | Serdar Akar          | Konservative Politiker und Verbände in Deutschland werteten den türkischen Film als einen rassistischen und antiwestlichen Hass-Film. Sie forderten aufgrund vermuteter Volksverhetzung den Film sofort abzusetzen. |
| The Interview                                                                      | 2014 | Vereinigte Staaten     | Evan Goldberg        | Die Filmkomödie führte zu Protesten in Nordkorea sowie zu Cyberattacken auf Sony Pictures Entertainment. |
| The Story of Temple Drake                                                          | 1933 | Vereinigte Staaten     | Stephen Roberts      | Die Pre-Code-Verfilmung von William Faulkners Roman ‘’Die Freistatt’’ handelt von einer jungen Südstaatlerin, die an ihrem Vergewaltiger Gefallen findet. Der Skandal um diesen Film war mitverantwortlich für die Durchsetzung des Hays Code im folgenden Jahr. |
| Uhrwerk Orange                                                                     | 1971 | Vereinigtes Königreich | Stanley Kubrick      | Der Film sorgte mit der expliziten Darstellung von Sex und Gewalt für einen Skandal. In verschiedenen Staaten wurde der Film verfrüht aus den Kinos genommen und z. T. verboten. |
| Ursula                                                                             | 1978 | DDR                    | Egon Günther         | Der Film stieß in der Schweiz und in der DDR wegen den Nacktszenen und der Darstellungsform der Reformation auf zum Teil heftige Kritik. Neben Beschwerdebriefen und -anrufen wurden in der Schweiz aufgrund des Films zwei Gerichtsverfahren „wegen Verletzung religiöser Gefühle“ und „unzüchtiger Veröffentlichungen“ eröffnet. In der Schweiz wurde der Film erst 1990 ausgestrahlt.                                                                                           |
| Viridiana                                                                          | 1961 | Mexiko                 | Luis Buñuel          | Die Komödie sorgte bei der Uraufführung für einen Skandal und wurde sofort Verboten. Erst 16 Jahre später wurde der Film freigegeben. |
| Viva la Muerte – Es lebe der Tod                                                   | 1970 | Frankreich             | Fernando Arrabal     | Der subversive, radikale Avantgardefilm sorgte Aufgrund der Darstellung von Sex und Gewalt zu heftigen Kontroversen. |
| Wege zum Ruhm                                                                      | 1957 | Vereinigte Staaten     | Stanley Kubrick      | Der Film löste bei seinem Erscheinen aufgrund der Darstellung der Generalität in verschiedenen europäischen Ländern einen Skandal aus. Wegen Protesten wurde der Film aus dem Programm der Berlinale genommen. In der Schweiz durfte der Film 13 Jahre und in Spanien 29 Jahre nicht gezeigt werden. |